# Rio Pardo de Minas (ort)
Rio Pardo de Minas är en ort i Brasilien.   Den ligger i kommunen Rio Pardo de Minas och delstaten Minas Gerais, i den östra delen av landet, 600 km öster om huvudstaden Brasília. Rio Pardo de Minas ligger 771 meter över havet och antalet invånare är 9 540.
Terrängen runt Rio Pardo de Minas är kuperad österut, men västerut är den platt. Rio Pardo de Minas ligger nere i en dal. Runt Rio Pardo de Minas är det glesbefolkat, med 10 invånare per kvadratkilometer..
I omgivningarna runt Rio Pardo de Minas växer huvudsakligen savannskog.